# Яблоновский, Ян Станислав (маршалок сейма)
Ян Станислав Яблоновский, пол. Jan Stanisław Jabłonowski (1600—1647) — военный и государственный деятель Речи Посполитой, подчаший великий коронный (1638—1642), мечник великий коронный (1642—1647), маршалок двух сеймов (1637 и 1640).

## Биография
Представитель польского магнатского рода Яблоновских герба «Прус III», единственный сын ротмистра коронного Мацея Яблоновского (ок. 1569—1619) и Катажины Кломицкой (ум. после 1621).
Учился в коллегиуме иезуитов во Львове, затем некоторое время путешествовал за границей. Участвовал в войнах со Швецией и крымскими татарами в 1624—1629 годах, с Русским государством в 1632—1634 годах.
В 1638 году Ян Станислав Яблоновский был назначен подчашим великим коронным, а в 1642 году получил должность мечника великого коронного. В 1637 и 1640 годах дважды избирался маршалом сейма.
Хороший оратор, известен по выступлениям на сеймах в 1633—1642 годах. Особенно был активен во время зимнего сейма 1637 года в качестве посла (депутата) от Галицкой земли. Вместе с послами от Любельского воеводства добивался ревизии и люстрации королевских имений и экономий. Резко выступал против недобросовестных сборщиков податей. Состоял в депутатской комиссии, был сторонником принятия налогов на оборону, остро критиковал послов ВКЛ, которые сорвали этот сейм. На новом сейме в 1637 году он был избран маршалком, пытался утвердить решение о морских долгах. 18 ноября того же года Ян Станислав Яблоновский получил во владение село Перегинское, на которое претендовали Базилианский орден и его руководитель, староста теребовльский Юрий Балабан. Яблоновский пытался с помощью силы войти в право собственности на село, но Балабан опередил его администратора. Во время второго «заезда» Яблоновский захватил Перегинское, а король отверг жалобу Юрия Балабана. В 1638 году спорное село было окончательно признано собственностью Яна Станислава Яблоновского. В 1638 году он был послом от коронного войска, также заседал в комиссии морских долгов. В 1640 году вторично избирается сеймовым маршалком, был назначен для урегулирования вопроса выплаты жалованья армии. В 1642 году Ян Станислав Яблоновский заседал в похожей комиссии. Также работал в комиссиях по пограничным переговорам с Валахией, Венгрией и Силезией. В 1646 году он был избран для заключения вечного мира со Швецией.
В 1647 году на очередном сейме Ян Станислав Яблоновский выступил с предложением способа дискуссии депутатов, советуя подавать сеймовому маршалку готовые конституции, и робко предлагал основы единого голосования. Его предложение вызвало всеобщее возмущение, что и привело к преждевременной смерти Яблоновского после сейма.
Был похоронен в костеле иезуитов во Львове.

## Семья
В 1630 году женился на Анне Остророг (1610—1648), дочери воеводы познанского и польского писателя-мемуариста Яна Остророга (1565—1622) от второго брака с княжной Софией Заславской (ум. 1622/1626). Дети:
- Станислав Ян Яблоновский (1634—1702), стражник великий коронный (1660), обозный великий коронный (1661), воевода русский (1664—1692), гетман польный коронный (1676—1683), каштелян краковский (1692—1702), гетман великий коронный (1683—1702)
- София Яблоновская, жена воеводы подольского Яна Франтишека Дзедушицкого (1640—1704)
- Катажина Яблоновская, жена подкомория львовского Кшиштофа Ходоровского

Внучка Яна Станислава Яблоновского — Анна Лещинская (1660—1727), жена подскарбия великого коронного Рафаила Лещинского (1650—1703) — была матерью польского короля Станислава Лещинского.